# هيروشي كيتاداني
هيروشي كيتاداني هو مغني ياباني ولد في يوم 24 أغسطس 1968 في مدينة هاغي في ياماغوتشي جنوب اليابان اشتهر بغنائه لأغنية We are الخاصة بافتتاحية ون بيس الأولى.

## روابط خارجية
- هيروشي كيتاداني على موقع IMDb (الإنجليزية)
- هيروشي كيتاداني على موقع ميوزك برينز (الإنجليزية)
- هيروشي كيتاداني على موقع أول ميوزيك (الإنجليزية)
- هيروشي كيتاداني على موقع ديسكوغز (الإنجليزية)
- هيروشي كيتاداني على موقع ديسكوغز (الإنجليزية)
- هيروشي كيتاداني على موقع قاعدة بيانات الفيلم (الإنجليزية)
- هيروشي كيتاداني على موقع ANN person (الإنجليزية)